# Éléments (revue)
Ne doit pas être confondu avec Elements (journal).
Pour les articles homonymes, voir Élément.
Éléments (ou Éléments pour la civilisation européenne) est une revue bimestrielle française lancée en septembre 1973,.
Éléments est la revue officielle du Groupement de recherche et d'études pour la civilisation européenne (GRECE). La revue défend une vision critique de la modernité progressiste et est rattachée à la Nouvelle Droite, et plus largement à l'extrême droite,.

## Historique
Traitant de sujets culturels, politiques, sociétaux et scientifiques, Éléments a longtemps été la vitrine grand public du Groupement de recherche et d'études sur la civilisation européenne (GRECE), think tank de la Nouvelle Droite, fondé en 1968,. En 1985, la revue revendique un tirage entre 20 et 25 000 exemplaires.
Une chute relative de son nombre de lecteurs à partir du début des années 1980 en a fait une publication à tirage moyen (que l'on trouve néanmoins dans la plupart des maisons de la presse). La revue revendiquait en 2017 un tirage de 15 000 exemplaires après le lancement de sa nouvelle formule.
L'éditorialiste de la revue est depuis l'origine Robert de Herte, pseudonyme d'Alain de Benoist, qui revendique « la volonté de se situer au-delà des querelles politiciennes ou conjoncturelles pour juger des choses selon un point de vue plus général : celui des principes et des idées ».
Après une reprise en 2015, la revue est relancée dans une nouvelle formule. La diffusion désormais en kiosques est permise par le changement de structures : à compter de 2019, la revue est éditée par Alain Lefebvre, l'un des cofondateurs du GRECE mais également une personnalité aguerrie du monde de la presse (fondateur du magazine Stratégies et, avec son épouse, de Biba et de 20 ans).

## Ligne éditoriale
Ne se reconnaissant ni dans la droite ni dans la gauche classiques, la revue tient une ligne éditoriale où se combinent critique du libéralisme, défiance de l'américanisme et fortes réserves sur la société de consommation, réflexions sur le paganisme et l'écologie. En 1975, elle prône un « retour en vogue » d'Arthur de Gobineau. Elle met en avant les différences culturelles et s'oppose à tous les universalismes.
Pour le philosophe communiste Yvon Quiniou, Éléments est une revue « réactionnaire ». Selon lui, la force de cette revue « tient à sa qualité incontestable et à sa capacité de faire appel à des auteurs très différents » : de l'extrême droite jusqu'à des penseurs « dits de gauche ou proches de la gauche ». Ainsi, la revue a accueilli des intellectuels « plutôt à gauche » et « d’éminents profs de fac », tels Michel Maffesoli, Michel Onfray, Marcel Gauchet, Bernard Langlois (fondateur du magazine Politis et d’Attac), Pierre Manent, Patrick Buisson, Christophe Guilluy, Jacques Sapir ou encore Jean-Yves Camus, « éminent spécialiste de l’extrême droite ». Ainsi, le philosophe Marcel Gauchet décrit la revue comme étant « de bonne facture ».
En 2002, Jean-Claude Valla défend dans les colonnes de la revue un négationniste, Jean Plantin ; selon Stéphane François, la revue accueille aussi des publicités pour les éditions Akribeia de ce dernier. Le même note par ailleurs que certains articles « font un éloge discret de l'euthanasie et de l'eugénisme », ou « apportent une franche approbation à la libéralisation de l'avortement. »
En 2019, le journaliste Simon Blin estime que « [l]a récente mue graphique [de la revue] ne change pas une ligne éditoriale de droite radicale. » En mai 2019, le politiste Jean Jacob estime dans une tribune du Monde que « l’allure plaisante de la revue Eléments dissimule son réel ancrage à l’extrême droite. »

## Rédacteurs en chef
- 1968-1973 : Robert de Herte (Alain de Benoist)
- 1973-1978 : Jean-Claude Valla
- 1978-2006 : Michel Marmin
- 2006-2009 : Michel d'Urance
- 2009-2011 : Michel Marmin
- 2011-2017 : Pascal Eysseric (pseudonyme d'un journaliste de Paris Match[22]).
- depuis 2017 : François Bousquet

## Collaborateurs
- Jean-Claude Albert-Weil
- Luc-Olivier d’Algange
- Alain de Benoist
- Gérard Blain
- Arnaud Bordes
- François Bousquet
- Yves Branca
- Jean Cau
- Charles Champetier
- Pierric Guittaut
- Pierre Le Vigan
- Jean Mabire
- Jacques Marlaud
- Michel Marmin
- Olivier Mathieu
- Patrice de Plunkett
- Marco Tarchi
- Eric Werner
- Gérard Zwang
- Slobodan Despot

## Influence
L'influence du GRECE sur les milieux de droite ailleurs en Europe s'est traduite par la création d'une revue Elemente en Allemagne et Elementi en Italie.